# Лопатконг-Оверлук (Нью-Джерсі)
Лопатконг-Оверлук (англ. Lopatcong Overlook) — переписна місцевість (CDP) в США, в окрузі Воррен штату Нью-Джерсі. Населення — 692 особи (2020).

## Географія
Лопатконг-Оверлук розташований за координатами 40°41′51″ пн. ш. 75°8′43″ зх. д. / 40.69750° пн. ш. 75.14528° зх. д. (40.697399, -75.145302).  За даними Бюро перепису населення США в 2010 році переписна місцевість мала площу 0,89 км², уся площа — суходіл. В 2017 році площа становила 0,94 км², уся площа — суходіл.

## Демографія
Згідно з переписом 2010 року, у переписній місцевості мешкали 734 особи в 369 домогосподарствах у складі 198 родин. Густота населення становила 820 осіб/км².  Було 390 помешкань (436/км²).
Расовий склад населення:
| - 81,6 % — білих - 10,4 % — чорних або афроамериканців - 4,0 % — азіатів - 1,4 % — осіб інших рас |

До двох чи більше рас належало 2,7 %. Частка іспаномовних становила 9,8 % від усіх жителів.
За віковим діапазоном населення розподілялося таким чином: 16,9 % — особи молодші 18 років, 65,4 % — особи у віці 18—64 років, 17,7 % — особи у віці 65 років та старші. Медіана віку мешканця становила 41,2 року. На 100 осіб жіночої статі у переписній місцевості припадало 74,8 чоловіків;  на 100 жінок у віці від 18 років та старших — 70,9 чоловіків також старших 18 років.
За межею бідності перебувало 15,6 % осіб, у тому числі 46,6 % дітей у віці до 18 років та 0,0 % осіб у віці 65 років та старших.
Цивільне працевлаштоване населення становило 361 осіб. Основні галузі зайнятості: освіта, охорона здоров'я та соціальна допомога — 30,7 %, транспорт — 16,3 %, будівництво — 13,9 %.